# 鼓が丘
鼓が丘（つづみがおか）は、愛知県名古屋市守山区にある地名。現行行政地名は鼓が丘一丁目及び鼓が丘二丁目。住居表示未実施。

## 地理
名古屋市守山区志段味地区に位置する。東は泉が丘・百合が丘、西は大字吉根字太鼓ヶ根、南は大森北2丁目、北は花咲台に接する。

## 歴史

### 地名の由来
大字吉根の字太鼓ヶ根の名称に由来し、名称を新町名としてふさわしい語感に変えて命名されたものという。

### 沿革
- 1984年（昭和59年）3月30日 - 吉根特定土地区画整理組合設立認可
- 2006年（平成18年）11月25日 - 守山区吉根字太鼓ヶ根の一部により、鼓が丘として成立[WEB 1]。

## 世帯数と人口
2019年（平成31年）4月1日現在の世帯数と人口は以下の通りである。
| 丁目         | 世帯数  | 人口    |
| ------------ | ------- | ------- |
| 鼓が丘一丁目 | 105世帯 | 106人   |
| 鼓が丘二丁目 | 509世帯 | 1,443人 |
| 計           | 614世帯 | 1,549人 |

### 人口の変遷
国勢調査による人口の推移
| 2010年（平成22年） | 1,133人 | [ WEB 7 ] |  |
| 2015年（平成27年） | 1,618人 | [ WEB 8 ] |  |

## 学区
市立小・中学校に通う場合、学校等は以下の通りとなる。また、公立高等学校に通う場合の学区は以下の通りとなる。
| 丁目         | 番・番地等 | 小学校                   | 中学校               | 高等学校 |
| ------------ | ---------- | ------------------------ | -------------------- | -------- |
| 鼓が丘一丁目 | 全域       | 名古屋市立吉根小学校     | 名古屋市立吉根中学校 | 尾張学区 |
| 鼓が丘二丁目 | 全域       | 名古屋市立志段味西小学校 | 名古屋市立吉根中学校 | 尾張学区 |

## 交通
- 町域中央部を愛知県道213号篠木尾張旭線が南北に通過する。

## 施設
- 真如苑中京本部（北緯35度13分35.8秒 東経137度0分32.3秒 / 北緯35.226611度 東経137.008972度）

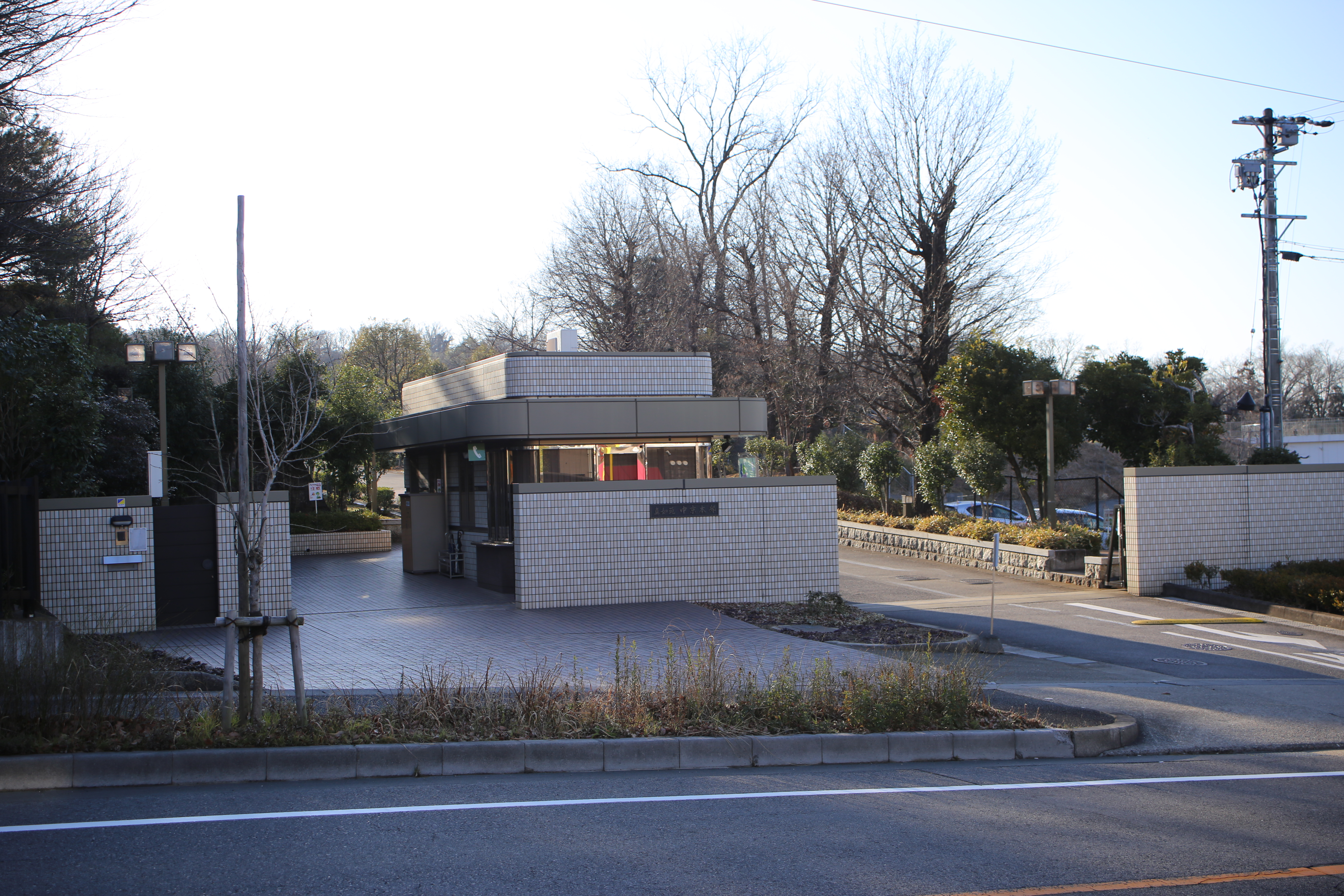
真如苑中京本部

## その他

### 日本郵便
- 郵便番号 : 463-0807[WEB 4]（集配局：守山郵便局[WEB 11]）。

### WEB
1. 1 2  名古屋市役所市民経済局地域振興部住民課町名表示係 (2013年6月6日). “名古屋市守山区の一部で町名・町界変更を実施(平成18年11月25日実施)”.   名古屋市役所. 2014年12月1日閲覧。
2. ↑  “愛知県名古屋市守山区の町丁・字一覧”.   人口統計ラボ. 2019年5月8日閲覧。
3. 1 2  “町・丁目(大字)別、年齢(10歳階級)別公簿人口(全市・区別)”.   名古屋市 (2019年4月22日). 2019年4月23日閲覧。
4. 1 2  “郵便番号”.  日本郵便. 2019年3月17日閲覧。
5. ↑  “市外局番の一覧”.   総務省. 2019年1月6日閲覧。
6. ↑  “守山区の町名一覧”.   名古屋市 (2015年10月21日). 2019年5月8日閲覧。
7. ↑  総務省統計局 (2012年1月20日). “平成22年国勢調査の調査結果(e-Stat) - 男女別人口及び世帯数 －町丁・字等”. 2019年3月23日閲覧。
8. ↑  総務省統計局 (2017年1月27日). “平成27年国勢調査の調査結果(e-Stat) - 男女別人口及び世帯数 －町丁・字等”. 2019年3月23日閲覧。
9. ↑  “市立小・中学校の通学区域一覧”.   名古屋市 (2018年11月10日). 2019年1月14日閲覧。
10. ↑  “平成29年度以降の愛知県公立高等学校（全日制課程）入学者選抜における通学区域並びに群及びグループ分け案について”.   愛知県教育委員会 (2015年2月16日). 2019年1月14日閲覧。
11. ↑  “郵便番号簿 2018年度版” (PDF).   日本郵便. 2019年5月8日閲覧。

### 文献
1. ↑  守山区制50周年記念事業実行委員会 2013, p. 359.